# Wintergarten

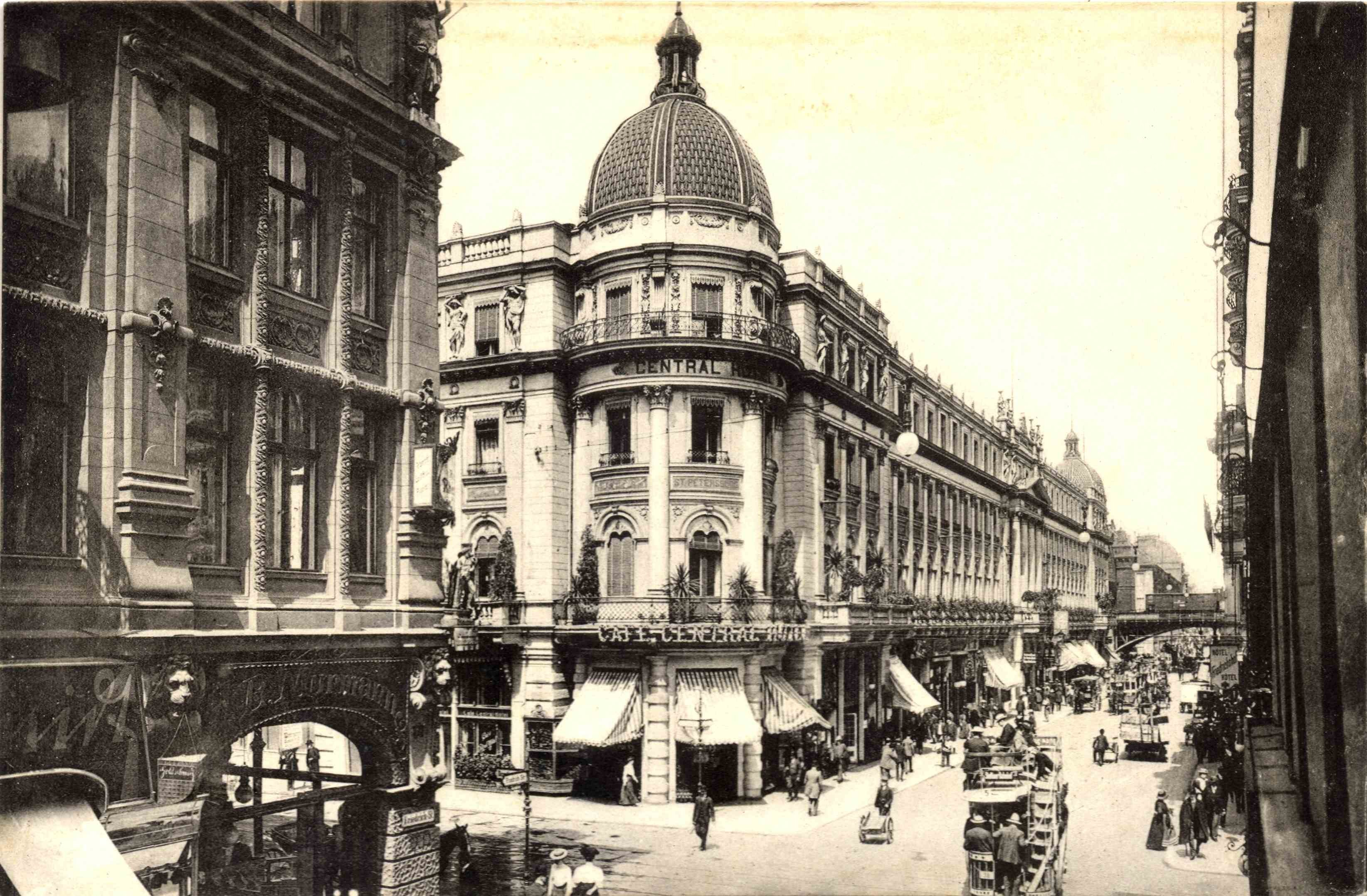
Het Centralhotel aan de Friedrichstraße in 1900

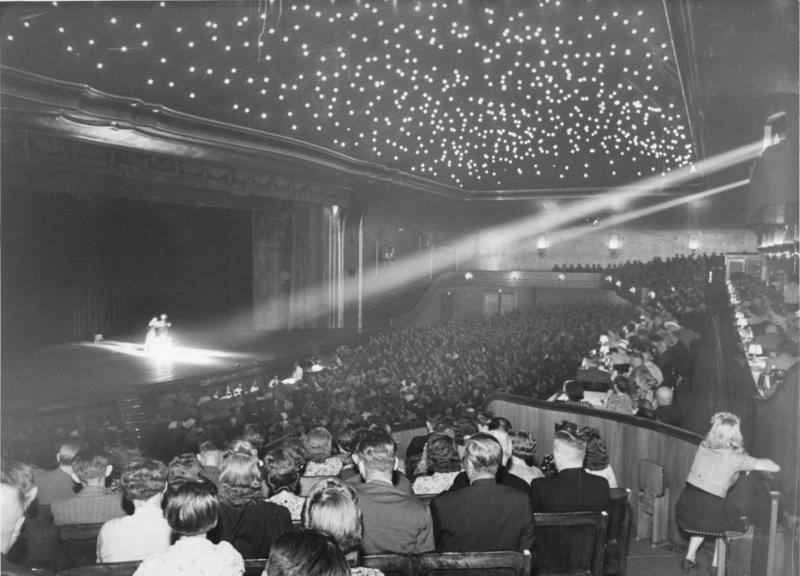
Voorstelling in de Wintergarten, 1940

De Wintergarten was van 1888 tot 1944 een allesomvattend theater bij het station Friedrichstraße in Berlijn. Met deze traditionele naam, is in 1992 opnieuw een dergelijk theater geopend in Berlijn-Tiergarten.
Toen in 1880 op de hoek van de Friedrichstraße 143-149 / Dorotheenstraße in Berlijn-Mitte, het Central Hotel in een prachtig hoekhuis werd geopend, stond voor de gasten een 2000 m² groot glazen paleis, gebouwd door Hermann von der Hude, met een enorme koepel als Wintergarten beschikbaar, aangekleed met fonteinen, grotten en exotische planten. Al snel waren er diners, feesten en concerten voor maximaal 2.200 gasten, toen twee jaar later, in de buurt het station Friedrichstraße werd geopend.  
Het idee was niet nieuw. Reeds in 1848, werd het theater in de Wintertuin van de gebroeders Hennig, Chausseestrasse 21, niet ver van het Hotel Central geopend. Het hotel opende in 1887 onder de officiële naam van Wintergarten met kleine vaudeville voorstellingen. Met beroemde gaststerren als Saharet, Mistinguett en Yvette Guilbert, werd het theater van 1889  een begrip in het Berlijnse nachtleven.  
Op 1 november 1895, organiseert Max Skladanovsky met zijn broer Emil met hun bioscoop-sensatie de eerste openbare filmvertoningen in dit theater. De Wintergarten is gebouwd naast het Apollo Theater (Friedrichstrasse 218, 1890-1910). 
Rond de eeuwwisseling, had Berlijn ongeveer 80 variëtetheaters, ook speciale theaters genaamd. De Wintergarten gaf een mix van het kleurrijkste en het beste van cabaret en circus te zien. Sterren uit de opera en het circus, virtuoze acrobaten en internationale artiesten traden  hier op. De clowns Grock en Charlie Rivel, de jongleur Enrico Rastelli, naaktdanseres Olga Desmond, evenals de boeienkoning Harry Houdini verschenen in het theater en zorgden voor een uitverkocht huis.  Het orkest was voor het toneel in een loopgraaf verzonken. Berlijn werd de internationale hoofdstad voor vermaak en de serre (Wintergarten) werd een populaire ontmoetingsplaats. 
In januari en maart 1944 waren er vernietigende bombardementen in Berlijn. Na de laatste voorstelling op 21 juni werd het theater door een nieuwe aanval volledig vernietigd. De ruïnes van de Wintergarten werden in 1950 met dynamiet opgeblazen. 